# Bird Island
Bird Island (o Isla Bird) è una piccola isola del Belize.
L'isola, situata vicino all'isola di Tobacco Caye è collegata da un ponte pedonale alla città di Belize e prende il nome dalle diverse specie di uccelli che ci vivono tra i quali la fregata e la sula fosca.
Nel 2001 un uragano ha distrutto la foresta di mangrovie dell'isola tuttavia gli uccelli hanno continuato a viverci; ora la foresta è ricresciuta ai livelli precedenti.